# Catedral de San Juan Eudes (Baie-Comeau)
La Catedral de San Juan Eudes (en francés: Cathédrale Saint-Jean-Eudes) es un edificio religioso situado en Baie-Comeau, Quebec (Canadá). La catedral es la sede de la diócesis de Baie-Comeau y fue construida entre 1958 y 1960 según los planos de los arquitectos Claude Parent y Roger Moranville.
La fachada del edificio fue construida en piedra y las paredes laterales son en su mayoría de cristal. El techo es de tejas de asfalto.
El plan de la catedral es de forma rectangular formada por una nave y tiene en cuenta la presencia de asientos en la parte trasera del edificio y en el coro. La catedral también tiene capillas rectangulares externas y ventanas altas. Las paredes interiores son de yeso y la bóveda del techo, un arco bajo, es de madera.